# Pasadenus margaritae
Pasadenus margaritae är en insektsart som beskrevs av Ball 1936. Pasadenus margaritae ingår i släktet Pasadenus och familjen dvärgstritar. Inga underarter finns listade i Catalogue of Life.